# Rombicosaedru
În geometrie rombicosaedrul este un poliedru stelat uniform, cu indicele U56. Are 50 de fețe (30 de pătrate și 20 de hexagoane), 120 de laturi și 60 de vârfuri. Având 50 de fețe, este un pentacontaedru.
Este reprezentat prin diagramele Coxeter–Dynkin  (cu acoperire dublă a pentagramelor), respectiv  (cu acoperire dublă a pentagoanelor). Figura vârfului este un patrulater autointersectat. Un poliedru neconvex are fețe care se intersectează care nu reprezintă muchii sau fețe noi. Doar cele marcate cu sfere aurii sunt vârfuri, iar cele cu linii argintii sunt laturi.
Are simbolul Wythoff 2 3 (5/4 5/2) |.

## Mărimi asociate

### Coordonate carteziene
Coordonatele carteziene ale vârfurilor unui rombicosaedru centrat în origine, cu lungimea laturii de 2, sunt toate permutările pare ale:
{\displaystyle \left(\,\pm \varphi ^{-2},\,0,\,\pm \varphi ^{2}\,\right)}
{\displaystyle \left(\,\pm 1,\,\pm 1,\,\pm {\sqrt {5}}\,\right)}
{\displaystyle \left(\,\pm 2,\,\pm \varphi ^{-1},\,\pm \varphi \,\right)}
unde {\displaystyle \varphi ={\frac {1+{\sqrt {5}}}{2}}} este secțiunea de aur.

### Raza sferei circumscrise
Raza sferei circumscrise este distanța comună a vârfurilor față de origine, și anume {\displaystyle {\sqrt {7}}} pentru lungimea laturii egală cu 2. Pentru lungimea laturii a, această valoare devine:
{\displaystyle R={\frac {\sqrt {7}}{2}}\,a\approx 1,322876\,a.}

### Volum
Următoarea formulă pentru volum V este stabilită pentru lungimea laturilor tuturor poligoanelor (care sunt regulate) a:
{\displaystyle V=19{\sqrt {5}}\,a^{3}\approx 42,485292\,a^{3}}

## Poliedre înrudite
Are în comun aranjamentul vârfurilor cu micul dodecaedru trunchiat stelat, compusul de zece prisme triunghiulare și compusul de douăzeci de prisme triunghiulare. În plus, are în comun aranjamentul laturilor cu rombidodecadodecaedrul (având fețele pătrate în comun) și cu icosidodecadodecaedrul (având fețele hexagonale în comun).

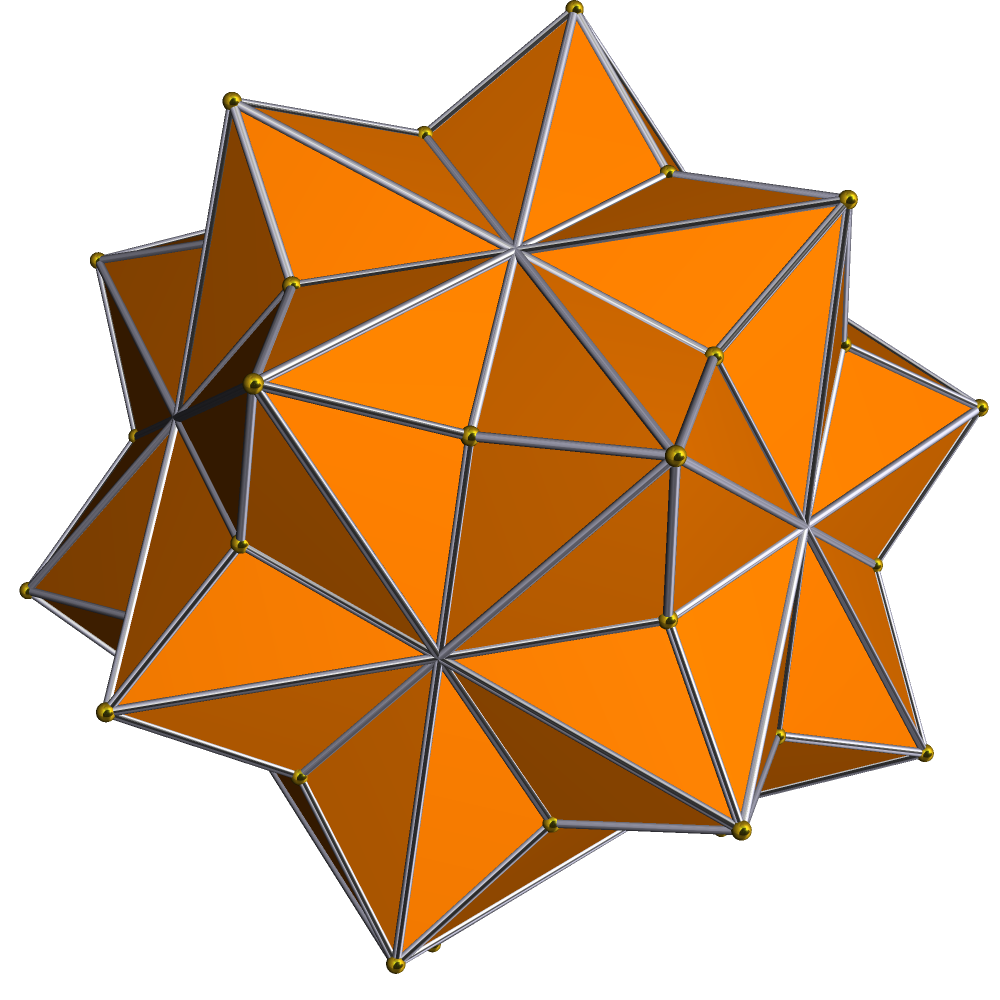
Dual: rombicosacron

| Anvelopa convexă | Rombidodecadodecaedru               | Icosidodecadodecaedru                      |
| Rombicosaedru    | Compus de zece prisme triunghiulare | Compus de douăzeci de prisme triunghiulare |

### Poliedru dual
Dualul său este rombicosacronul.